# Kênh Bydgoszcz
Kênh Bydgoszcz (tiếng Đức: Bromberger Kanal) là một kênh dài 24,7 km, giữa các thành phố Bydgoszcz và Nakło ở Ba Lan, nối sông Vistula với sông Oder, chạy ngang qua sông Brda và Noteć (đoạn cuối ở sông Warta kết thúc ở Oder). Sự khác biệt cấp độ cao dọc theo kênh được điều chỉnh bởi 6 âu tàu. Kênh đào được xây dựng vào năm 1772-1775, theo lệnh của Frederick II, vua nước Phổ (sau khi sáp nhập miền tây Ba Lan bởi Vương quốc Phổ trong Phân vùng thứ nhất của Ba Lan).
Kênh Bydgoszcz đã được liệt kê trong Danh sách Di sản Voivodeship của Kuyavian-Pomeranian, số A / 900 / 1-27, vào ngày 30 tháng 11 năm 2005.

## Vị trí

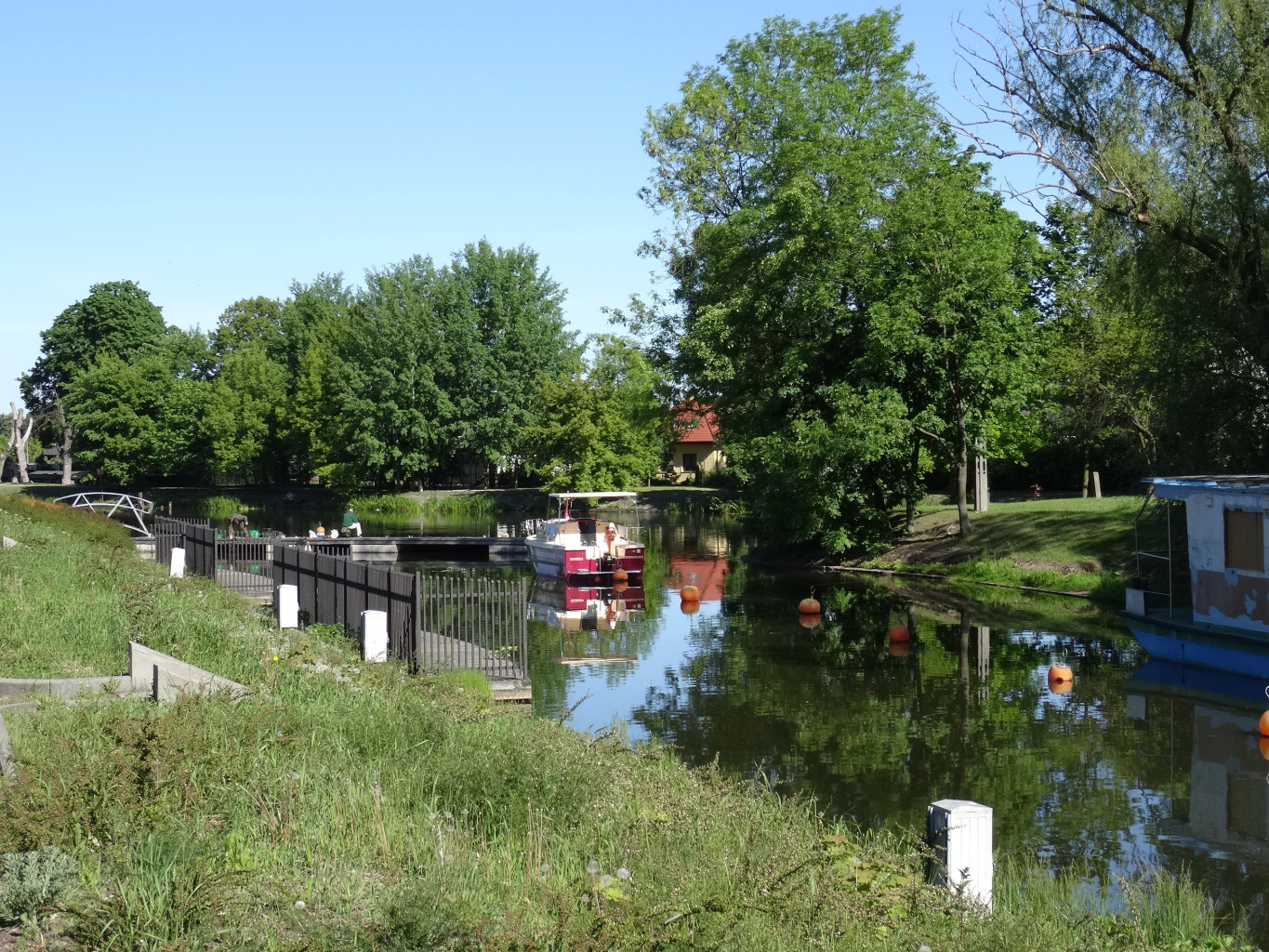
Một phần của kênh trung tâm thành phố

Tuyến kênh đào Bydgoszcz đi qua một thung lũng cổ rộng khoảng 2 km, bao quanh bởi các cạnh dốc:
- ở phía bắc, bờ hồ Krajeńskie cao từ 25 đến 40m;
- ở phía nam các sườn trên của lưu vực Toruń cao từ 10 đến 15m.

Khu vực này được tạo ra khoảng 12.000 năm trước bởi sự phân chia giữa các lưu vực sông Oder và Vistula. Kênh đào bắt đầu từ trung tâm thành phố Bydgoszcz, chảy qua phần phía tây của thành phố, sau đó đi qua quận Bydgoszcz trong khoảng 7 km và kết thúc tại Nakło nad Notecią.

## Đặc điểm
Tổng chiều dài của kênh Bydgoszcz là 24,77 km, trong đó 15,7 km nằm trong lưu vực sông Oder và 9 kilômét (5,6 mi) trong lưu vực sông Brda (một phần của lưu vực Vistula). Sự khác biệt về mức nước được điều chỉnh bởi 6 âu tàu. Kênh đào ra khỏi lãnh thổ thành phố Bydgoszcz thông qua âu tàu Osowa Góra và đến Nakło tại âu tàu Józefinki. 

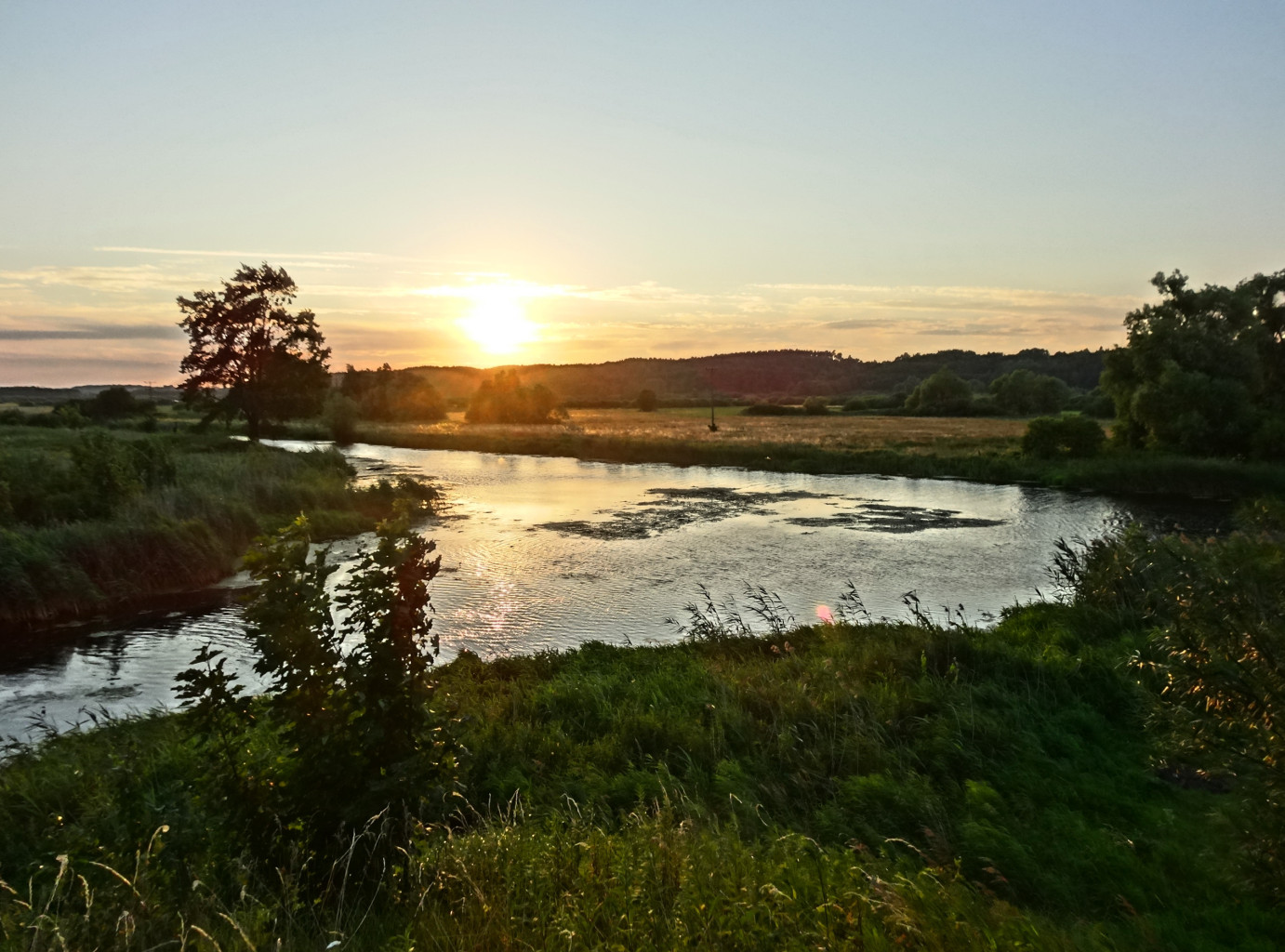
Quang cảnh cửa sông của kênh Górnonotecki

Dòng nước trong kênh sử dụng hai dòng:
- một nhánh hướng đông, hướng về sông Brda, với lưu lượng trung bình 486 l / s;[2]
- một nhánh hướng tây chảy về phía sông Notec, đi qua âu tàu Józefinki ở Nakło và đổ qua một con suối gọi là Paramelka đến sông.

## Âu tàu
Âu tàu trên kênh Bydgoszcz
| Tên                             | Vị trí                     | Vị trí dọc theo kênh từ Vistula đến Oder | Biến đổi mực nước [m] | Năm xây dựng | Cải tạo lần cuối |
| Śluza Okole                     | Bydgoszcz, quận Okole      | 14,8 km                                  | 7,58                  | 1913-1915    | 1915             |
| Śluza Czyżkówko                 | Bydgoszcz, quận Flisy      | 16,0 km                                  | 7,52                  | 1913-1915    | 1915             |
| Tháng ba                        | Quận Bydgoszcz Prądy       | 20,0 km                                  | 3,82                  | 1774         | 1914             |
| Śluza Osowa Góra                | Bydgoszcz, quận Osowa Góra | 21,0 km                                  | 3,55                  | 1774         | 1914             |
| Śluza Józefinki                 | Nakło nad Notecią          | 37,2 km                                  | 1,83                  | 1774         | 1914             |
| Śluza Nakło Wschód (Đông Nakło) | Nakło nad Notecią          | 38,9 km                                  | 1,91                  | 1774         | 1914             |

Âu tàu của kênh Bydgoszcz
- Âu tàu Okole (Śluza Okole)
- Âu tàu Czyżkówko  (Śluza Czyżkówko), bird eye view
- Âu tàu Prądy  (Śluza Prądy)
- Âu tàu Osowa Gora (Śluza Osowa Góra )

Âu tàu trên đoạn kênh Bydgoszcz cũ
| Tên                                  | Vị trí dọc theo kênh từ Vistula đến Oder | Biến đổi mực nước [m] | Năm xây dựng | Cải tạo lần cuối |
| Śluza IV Wrocławska                  | 13,6 km                                  | 2,5                   | 1774         | 1810             |
| Śluza V Czarna Droga (Con đường đen) | 14,6 km                                  | 1,5                   | 1774         | 1807             |
| Śluza VI Bronikowskiego              | 15,4 km                                  | 1,9                   | 1774         | 1810             |

## Tác động

### Hoạt động vận chuyển hàng hóa (1774-1912)

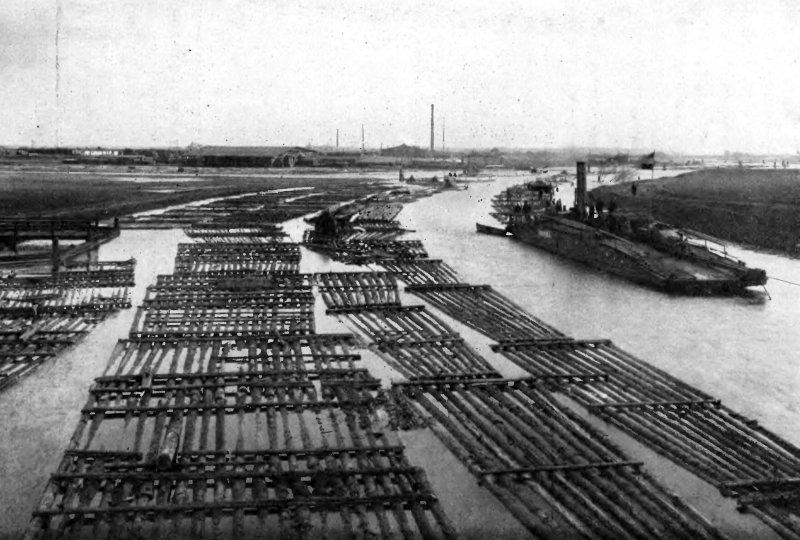
Đi bè và kéo gỗ ở Bydgoszcz, ca 1905

Hoạt động giao thông đầu tiên trên Kênh Bydgoszcz bắt đầu với hai chiếc thuyền vôi trên đường đến Bydgoszcz vào tháng 6 năm 1774. Ban đầu, có nhiều thuyền như bè gỗ. Dòng chảy chính của kênh luôn hướng về phía tây: khoảng 60% lưu lượng trong nửa đầu thế kỷ 19 và lên tới 80% trong khoảng thời gian từ 1872 đến 1912. Từ năm 1870 đến 1900, khoảng 85% giao thông được thực hiện bằng cách đi bè gỗ, đến Berlin, Szczecin và trung tâm của Đế quốc Đức.

### Du lịch
Từ giữa thế kỷ 19, kênh Bydgoszcz đã được sử dụng cho du lịch và vận tải hành khách. Trong thời kỳ giữa chiến tranh, cũng như sau Thế chiến II, các tàu du lịch đã đi lại tấp nập giữa Bydgoszcz và Nakło nad Notecia. Sau khi du lịch trở nên kém phát triển vào những năm 1970 và 1980, tầm quan trọng của tuyến đường thủy Vistula-Oder đã tăng trở lại kể từ những năm 1990. Một số thị trấn như Santok, Nakło nad Notecią hoặc Bydgoszcz đã bắt đầu xây dựng cơ sở hạ tầng du lịch tập trung vào kênh đào. 

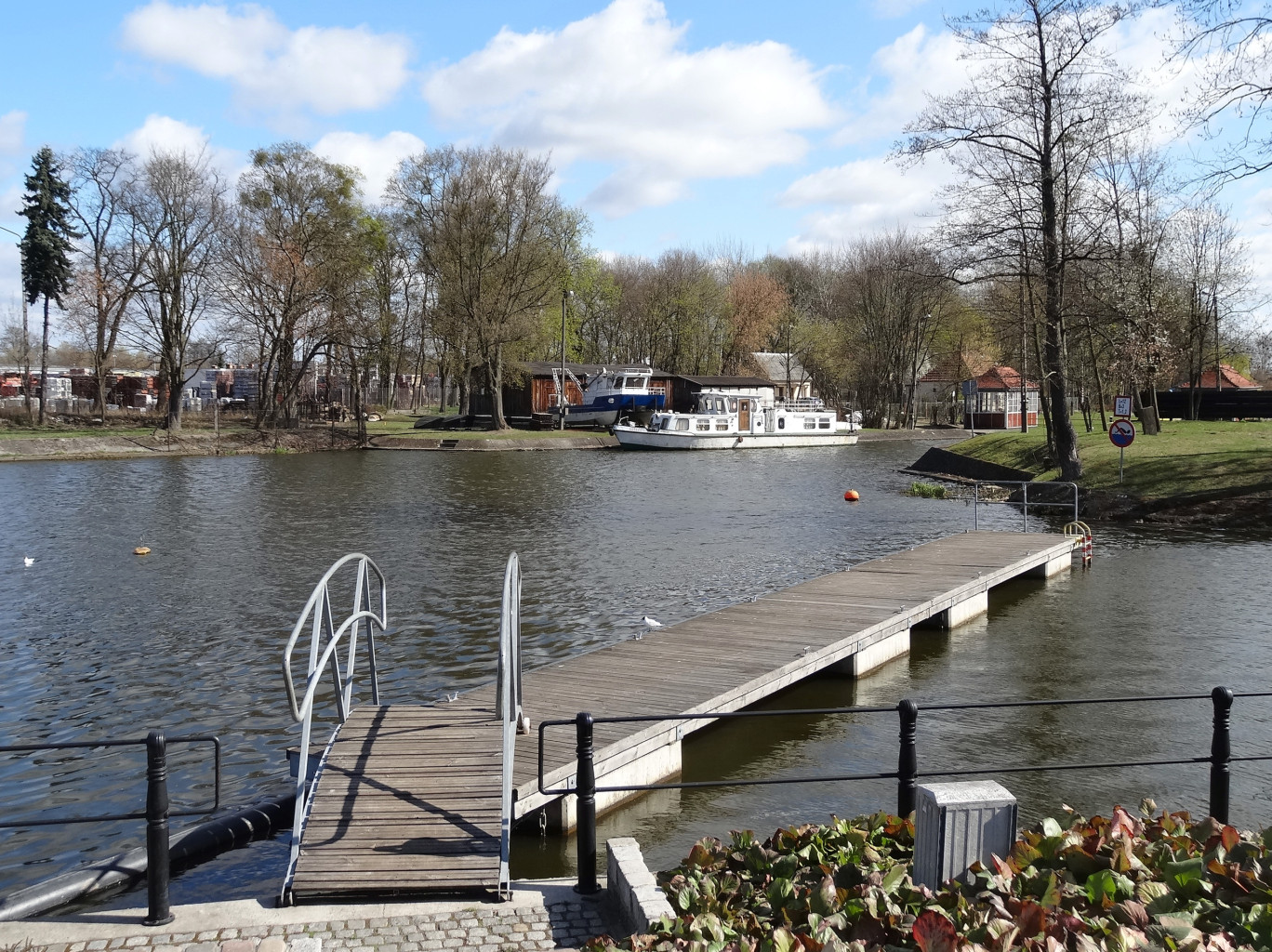
Quang cảnh bến du thuyền